# Белфаст (Њујорк)
Белфаст (енгл. Belfast) насељено је место без административног статуса у америчкој савезној држави Њујорк.

## Демографија
По попису из 2010. године број становника је 837.
| Група             | 2000.    | 2010.       |
| Белци             | 0 (0,0%) | 801 (95,7%) |
| Афроамериканци    | 0 (0,0%) | 6 (0,7%)    |
| Азијати           | 0 (0,0%) | 9 (1,1%)    |
| Хиспаноамериканци | 0 (0,0%) | 6 (0,7%)    |
| Укупно            | 0        | 837         |